# Деканські трапи

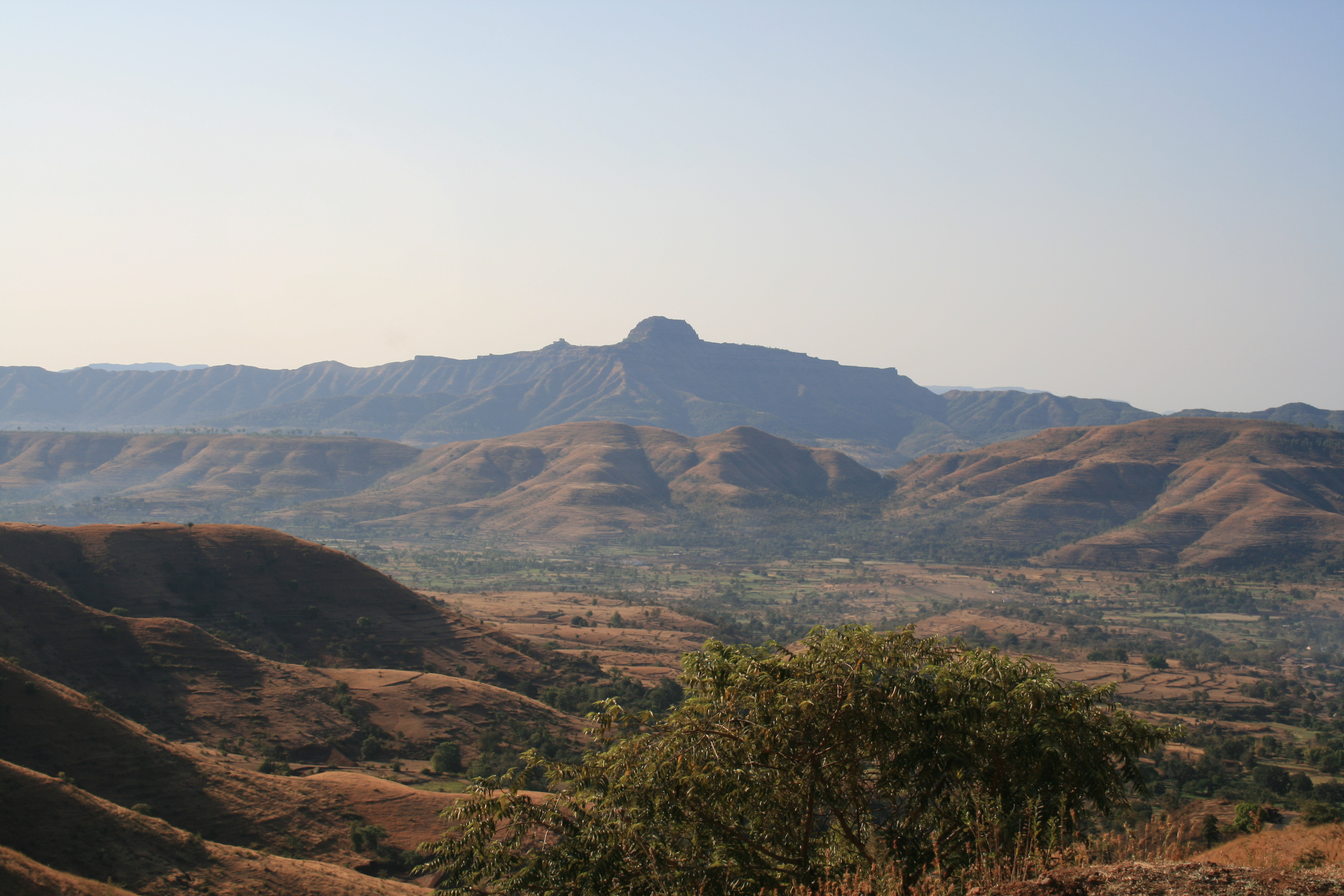
деканські трапи поблизу Пуне

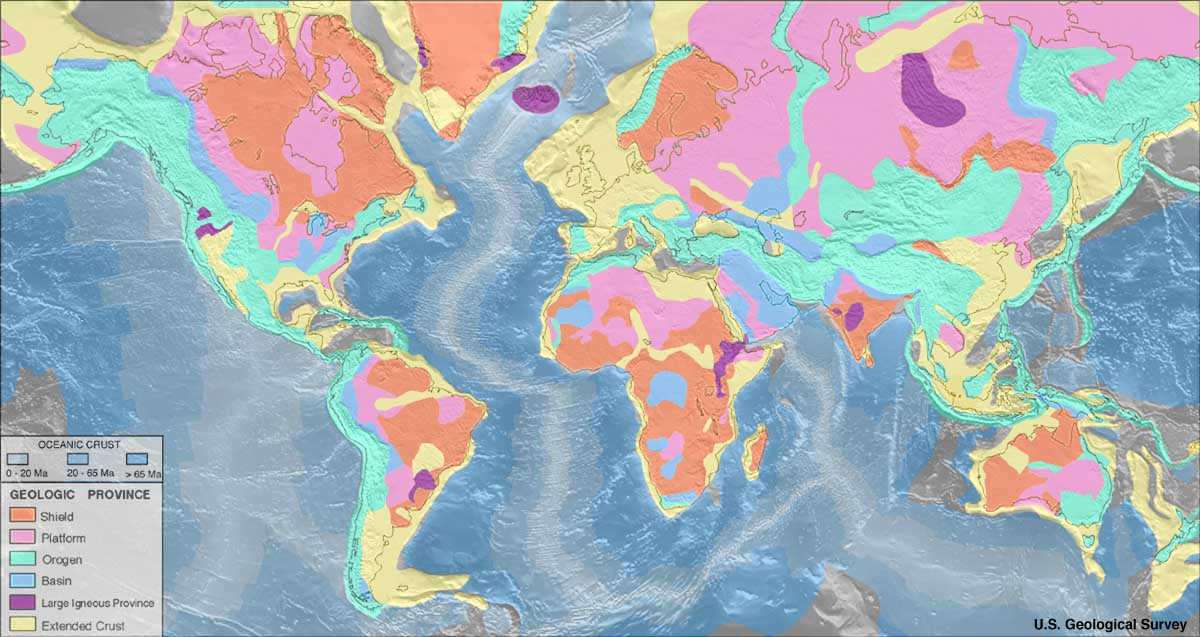
Деканські трапи позначено на геологічній мапі Індії темно-фіолетовим кольором.

Дека́нська тра́пова прові́нція, деканські трапи — велика трапова провінція, розташована на Індостані. Складає Деканське плато.
Сумарна потужність базальтів у центрі провінції становить понад 2000 метрів, вони розвинені на площі 1,5 млн км². Обсяг базальтів оцінюється в 512 тис. км³. Деканські трапи почали виливатися на межі крейди й палеогену, і з ними (як і з попереднім виливом сибірських трапів) пов'язують велике вимиранням видів — так зване крейдо-палеогенове вимиранням, у результаті якого зникли динозаври й багато інших тварин. Деякі дослідники пов'язують початок виливу деканських трапів з ударом великого метеорита, що утворив кратер Шива, розташований на дні океану на захід від Індостану. Однак інші геологи критикують цю теорію. Вони вказують на те, що кратер утворився вже під час виливу трапів і не міг бути причиною цієї події. Також ставиться під сумнів імпактна природа цього кратера.